# Kobresia tunicata
Kobresia tunicata là loài thực vật có hoa trong họ Cói. Loài này được Hand.-Mazz. mô tả khoa học đầu tiên năm 1936.